# Bondjock
Bondjock, indicato a volte anche come Bondjok, è un comune del Camerun, che fa parte del dipartimento di Nyong e Kéllé nella regione del Centro.